# Julius Schierenbeck
Julius Friedrich Wilhelm Schierenbeck (* 11. Februar 1888 in Essen; † 3. März 1967 in Heidelberg) war ein deutscher Chemieingenieur.

## Leben
Schierenbeck studierte bei Friedrich Bergius. Als technischer Direktor war Schierenbeck ab 1927 für die I.G. Farben tätig. Dort entwickelte er Verfahren zur Hochdruck-Synthese. Schierenbeck erfand das Wickelverfahren, bei dem ein formsteifes Futterrohr von mehreren Lagen eines heißen Metallbandes umwickelt wird. Er konnte hierdurch einen entscheidenden Beitrag zum Bau größerer und dabei sicherer Hochdruckreaktoren leisten. Durch die wirksamere Überwachung bei der Herstellung der Bänder und des Gesamtapparats konnten die vorher notwendigen Sicherheitsfaktoren bei der Bemessung der Wandstärken stark reduziert werden. Nach dem Zweiten Weltkrieg wohnte Schierenbeck in Heidelberg. Er war Mitglied (Mitgliedsnummer 50410) des Vereins Deutscher Ingenieure (VDI).

## Auszeichnungen und Preise (Auswahl)
- 1953: Diesel-Medaille
- 1955: Dechema-Preis, Schierenbeck-Wickelverfahren der BASF zur Herstellung von Hochdruck-Hohlkörpern